# Can Ramilans
Can Ramilans és una masia eclèctica de Massanes (Selva) inclosa a l'Inventari del Patrimoni Arquitectònic de Catalunya.

## Descripció
Masia aïllada, situada als afores.
De planta rectangular, està adossada a la masoveria. Consta de planta baixa, pis i està coronada per un àtic.
A la planta baixa hi ha dues portes-balcó amb un arc carpanell molt rebaixat, envoltades per una falsa llinda i brancals de guix, on hi ha unes obertures amb reixes de ferro forjat.
Al pis superior, a sobre de la porta d'entrada hi ha un balcó amb barana de ferro. La porta també és quadrangular i està envoltada per una falsa llinda i brancals. Aquest pis dona a una important terrassa amb arcades i barana de fang.
Tota la façana està arrebossada i encalada.
Can Ramilans té una petita ermita, de planta rectangular i teulada a dues vessant. La porta principal és lateral, amb forma quadrangular i decorada amb guix.

## Història
En aquesta casa hi nasqué el polític Narcís Vilaseca i Ramilans l'any 1864.